# Eduard von Heuss
Eduard von Heuss (født 5. juli 1808 i Oggersheim, død 24. oktober 1880 i Bodenheim) var en tysk maler. 
von Heuss hørte til den Corneliuske kreds i Rom. Han malede talrige portrætter af betydelige samtidige, således af Thorvaldsen 
(Thorvaldsens Museum, 1834), Cornelius (Berlins Nationalgalleri), Overbeck, storhertug Ludvig II af Hessen etc. 